# Jezioro Świeszyńskie
Jezioro Świeszyńskie (kaszb. Jezoro Szwesińsczé) – przepływowe jezioro lobeliowe Pojezierza Bytowskiego, na obszarze gminy Miastko, powiat bytowski, województwo pomorskie, położone na południe od wsi Świeszynko. Przez akwen jeziora przepływa Brda.